# Jean Albert Radziwiłł
Jean Albert Radziwiłł (1591-1626 ; en lituanien : Jonas Albertas Radvila), 2e ordynatde Kletsk. Il est le fils d'Albert Radziwiłł (1558–1592) et de Anna Kettler (pl)

## Mariage et descendance

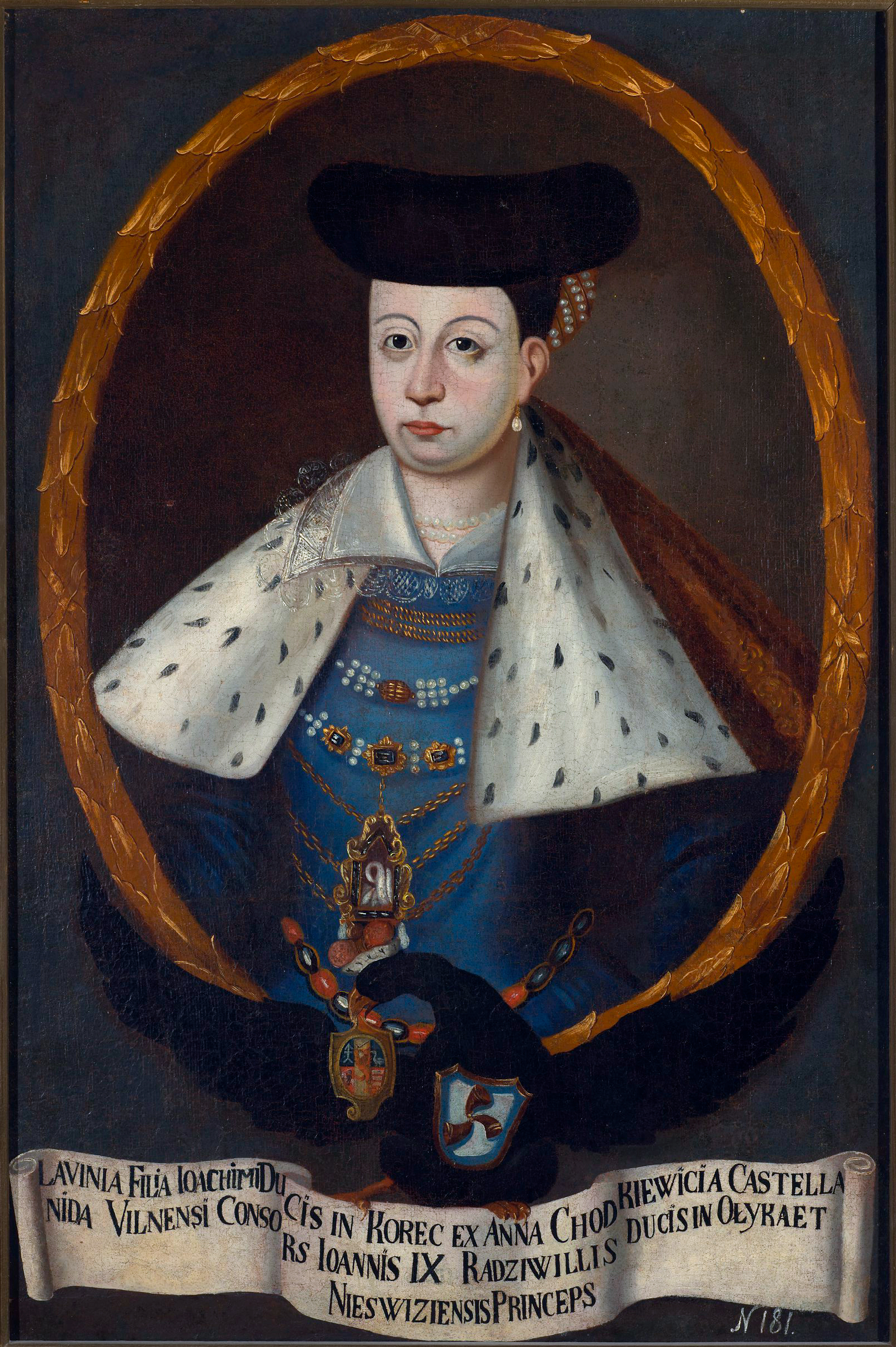
Lavinija Koreckaitė

Jean Albert Radziwiłł épouse Lavinija Koreckaitė qui lui donne trois enfants:
- Jean
- Michel Charles (1614–1656), échanson de Lituanie (1645), grand trésorier de Lituanie (1653).
- Anna Izabela (après 1614-1659), épouse de Jean Władysław Sanguszko (pl)